# رحلة لابا 3142
رحلة لابا 3142 هي رحلة قامت بها الخوط الجوية الأرجنتينية الخاصة بين بوينوس أيريس وقرطبة.